# Crystal (cerveja)
A cerveja Crystal é um cerveja brasileira. Começou a sua história em 1999, na cidade de Boituva, interior do estado de São Paulo.
Desde seu lançamento, houve vários projetos de reestruturação da marca,além de ser a primeira marca de cerveja selada do Brasil. Em 2006 a cervejaria Crystal, lança a cerveja sem álcool e o latão de 473ml.
A marca Crystal, lançou também a marca Crystal Fusion, que é uma cerveja saborizada, que pode ser encontrada com sabor guaraná, limão e maracujá.
A Cervejaria Petrópolis decidiu, em fevereiro de 2012, encerrar a fabricação da  Crystal Fusion.
Cerveja Crystal Pilsen  a cerveja dos encontros é uma cerveja de primeira linha, leve e de qualidade que apresenta expressivas vendas nas regiões do interior de São Paulo, Goiás, Mato Grosso, Rondônia, Manaus entre outras regiões do Brasil.